# Pukefehde
Die Pukefehde (schwedisch Pukefejden) war ein Aufstand in Schweden in den 1430er Jahren. Auf der einen Seite stand Erik Puke mit seinem Gefolgsleuten und auf der anderen Seite Karl Knutsson (Bonde) mit seinen Anhängern.

## Treffen in Söderköping
Die Meinungsverschiedenheiten zwischen Erik Puke und Broder Svensson auf der einen und Reichsmarschall Karl Knutsson auf der anderen Seite waren groß. Auch Bengt Stensson und sein Sohn Måns Bengtsson, der Mörder von Engelbrekt Engelbrektsson, waren auf dem Treffen in Söderköping mit anwesend. Diese wurden von der Seite Erik Pukes für den Tod von Engelbrekt Engelbrektsson verantwortlich gemacht, doch wurde in der Sache nichts weiter unternommen.
Der große Streitpunkt war die Verteilung der Ländereien, die durch den Tod Engelbrektssons frei geworden waren, unter den Großen des Landes. Viele waren unzufrieden, darunter auch Broder Svensson, ein Ritter der Kalmarer Union, der sich dem Engelbrekt-Aufstand angeschlossen hatte. Er drohte Karl Knutsson mit Gewalt, wenn dieser das Land zu seinen eigenen Gunsten umverteilen würde. Bonde reagierte mit der Arrestierung Broders und dessen Enthauptung am nächsten Morgen. Erik Puke hingegen, der ähnliche Forderungen gestellt hatte, wurde verschont, vermutlich, weil er großen Rückhalt bei der Bauernschaft und den Bergleuten hatte. Puke durfte das Land behalten, das ihm bis dahin gehört hatte.

## Blutiger Machtkampf
Nach dem Treffen mobilisierte Erik Puke seine Anhänger in Arboga, Köping und Örebro und begann eine erfolglose Belagerung des Schlosses von Örebro. Im Anschluss daran zog er nach Västerås, doch es gelang ihm nicht, trotz Hilfe aus der Bevölkerung, die dortige Verteidigung zu schlagen. Dann zog Erik Puke nach Dalarna, um Verstärkung zu sammeln. Dort schloss sich ihm der Vogt Hans Mårtensson an.
Als Karl Knutsson mit seinem großen Heer nach Västerås kam, wurden wahllos vier Bauern ausgesucht, vor ein Standgericht gestellt und dann bei lebendigem Leib verbrannt.
In Mälardalen gelang es Karl Knutsson, zu seinen Truppen noch weitere Massen zu rekrutieren, und im Januar 1437 machte er sich mit seiner Streitmacht auf den Weg nach Dalarna, um dort mit den Truppen von Erik Puke zusammenzutreffen. In der dann folgenden, blutigen Schlacht bei Hällaskogen leisteten Erik Pukes Leute erbitterten Widerstand. Karl Knutsson verlor viele Krieger, bevor er sich zurückzog.

## Verhandlungen
Am Morgen nach der Schlacht sandte er Boten zu Erik Puke, mit dem Angebot eines Treffens. Um die Sicherheit der Partner dieses Treffens zu gewährleisten, wurden Geiseln ausgetauscht. Doch das Treffen verlief ergebnislos. Erik Puke versuchte mit den Verhandlungen auch Zeit zu gewinnen, da er auf Verstärkung aus Hälsingland und Gästrikland wartete. Karl Knutsson hingegen verlor die Geduld und drohte mit einem erneuten Angriff. Es war jedoch für ihn nicht so einfach, sein Vorhaben in die Tat umzusetzen, da seine Ritter nach der Schlacht bei Hällaskogen nicht mehr sehr gewillt waren, weiterzukämpfen. Erik Puke, der glaubte, dass ein Angriff unmittelbar bevorstand, sah nun ein, dass seine Verstärkung nicht mehr rechtzeitig eintreffen würde. Aus diesem Grund kam er zu der Überzeugung, dass es besser wäre, sich in Västerås auf neue Verhandlungen einzulassen. Ein Geleitbrief, den Puke vom Erzbischof Olov Larsson und von Bischof Thomas Simonsson aus Strängnäs erhalten hatte, sollte für seine Sicherheit garantieren. Gemeinsam mit Hans Mårtensson wählte Puke einige Vorschläge für die Verhandlungen aus und begab sich nach Västerås.

## Der Verrat
Die Verhandlungen wurden zu Beginn in einem Kloster geführt. Nachdem dort aber ein vermutlich gelegtes Feuer ausbrach, beschloss man, die Verhandlungen in das Schloss Västerås zu verlegen. Kaum war Erik Puke dort angelangt, wurde er überfallen und gefangen genommen. Karl Knutsson verurteilte Hans Mårtensson und sein Gefolge zum Tod durch Pfählen: Auf dass diese bald sterben mögen. Erik Puke wurde nach Stockholm überstellt, wo er von Reichsdrost Christer Nilsson zum Tode verurteilt wurde. Das Urteil wurde im Februar 1437 vollstreckt. 
Es ist unklar, ob Olov Larsson und Thomas Simonsson in der Sache intervenierten. Beide sollen sich gegenseitig für ihren jeweiligen Anteil am Tod Pukes beschuldigt haben.